# Blakesburg
Blakesburg é uma cidade localizada no estado americano de Iowa, no Condado de Wapello.

## Demografia
Segundo o censo americano de 2000, a sua população era de 374 habitantes. 
Em 2006, foi estimada uma população de 359, um decréscimo de 15 (-4.0%).

## Geografia
De acordo com o United States Census Bureau tem uma área de 
0,7 km², dos quais 0,7 km² cobertos por terra e 0,0 km² cobertos por água. Blakesburg localiza-se a aproximadamente 278 m acima do nível do mar.

## Localidades na vizinhança
O diagrama seguinte representa as localidades num raio de 20 km ao redor de Blakesburg. 